# Stormzy
Stormzy, vlastním jménem Michael Ebenazer Kwadjo Omari Owuo Jr., (* 26. července 1993 Londýn, Anglie, Spojené království) je britský rapper, zpěvák a textař. Pochází z Thornton Heath v Londýně a má ghanský původ. Začal rapovat ve věku 11 let. Na konci roku 2013 začal publikovat na internetu. Jeho první EP Dreamers Disease bylo zveřejněno v červenci roku 2014 a byl oceněn nejlepším ponurým hudebníkem na MOBO Awards. Následovalo další EP Know Me From, které bylo vydáno v březnu 2015. Výrazněji se proslavil poté, co vydal píseň „Shut Up“, s níž se dostal na první desítku a zahájila se kampaň fanoušků, která ji ve vánočním týdnu přivedla na číslo jedna. Vánoční hit má v Anglii zvláštní význam, ale píseň se však nedostala za 8. místo. Jeho debutové studiové album vydané v roce 2017 nese název Gang Signs & Prayer. Následující rok získal cenu Brit Awards za Album roku a za nejlepšího mužského umělce. Americký časopis Time jej v říjnu 2019 označil za jednoho z hlavních představitelů nové generace v roce 2019.